# Idioma afade
L'afade (afaɗə) és una llengua afroasiàtica parlada a l'est de Nigèria i al nord-oest del Camerun.

## Classificació
L'afade és un idioma del grup Biu-Mandara de la família de llengües afroasiàtiques. Està relacionat amb les llengües cameruneses mpade, maslam, malgbe, mser i lagwan.

## Fonologia
|                 | Labial | Dental | Alveolar | Postalveolar | Palatal | Velar | Labial-velar | Glotal |
| --------------- | ------ | ------ | -------- | ------------ | ------- | ----- | ------------ | ------ |
| Nasal           | m      |        | n        |              |         |       |              |        |
| Oclusiva tènue  | p      |        | t        |              |         | k     | kp           | ʔ      |
| Oclusiva sonora | b      |        | d        |              | ɟ       | ɡ     | ɡb           | ʔ      |
| Ejectiva        | pfʼ    | t̪θʼ    |          |              | cʼ      | kʼ    |              |        |
| Implosiva       | ɓ      |        | ɗ        |              |         |       |              |        |
| Fricativa       | f      |        | s ɬ      | ʃ            |         |       |              | h      |
| Resonant        |        |        | lr       |              | j       |       | w            |        |

L'afade té una gran varietat de consonants, incloses les ejectives, les implosives i les parades labial-velars. Els sons vocàlics de l'afade són / i u e ɤ o ɛ ɔ a ɑ /. El so /a/ és frontal, en lloc de central.

## Distribució geogràfica
Els parlants d'afade són els indígenes Kotoko del Camerun i Nigèria. Al Camerun, es parla a la regió de l'extrem nord: divisió Logone-and-Chari, subdivisió sud de Makari, zona d'Afade. La llengua la parlen 5.000 persones al Camerun.
A Nigèria, l'afade és parlat per 40.000 parlants a l'estat de Borno, Ngala LGA, 12 pobles.
No hi ha dialectes coneguts.